# Störungstheorie (allgemeine Relativitätstheorie)
In der allgemeinen Relativitätstheorie wird die Störungstheorie als Rechenmethode verwendet, um Näherungslösungen für das Gravitationsfeld in komplizierten Systemen zu erhalten.
Im Gegensatz zu störungstheoretischen Ansätzen in anderen Gebieten der Physik spielen dabei insbesondere Symmetrien eine hervorgehobene Rolle. Außerdem findet eine systematische Unterscheidung der Störungen nach ihrem Tensorcharakter statt.
Viele Vorhersagen der allgemeinen Relativitätstheorie wurden durch die Störungstheorie gewonnen. So lassen sich die Periheldrehung, die Lichtkrümmung und die Shapiro-Verzögerung im Sonnensystem sehr genau und einfach mit störungstheoretischen Methoden berechnen. Gravitationswellen werden bisher ausschließlich mit Methoden der Störungstheorie behandelt und die kosmologische Störungstheorie liefert wichtige Vorhersagen über die Temperaturschwankungen der kosmischen Hintergrundstrahlung, die durch die Messungen des WMAP-Satelliten sehr genau bestätigt sind.

## Grundlagen
Die zentralen Gleichungen der allgemeinen Relativitätstheorie sind die einsteinschen Feldgleichungen
{\displaystyle G_{\mu \nu }={\frac {8\pi G}{c^{4}}}T_{\mu \nu }}
wobei {\displaystyle G_{\mu \nu }} der Einsteintensor, {\displaystyle G} die Gravitationskonstante, {\displaystyle c} die Lichtgeschwindigkeit und {\displaystyle T_{\mu \nu }} der Energie-Impuls-Tensor ist. Der Einsteintensor ist dabei durch Ableitungen des metrischen Tensors {\displaystyle g_{\mu \nu }} gegeben.
In der Störungstheorie wird nun der metrische Tensor aufgeteilt in einen bekannten Hintergrund-Teil {\displaystyle {\overline {g}}_{\mu \nu }}, beispielsweise die Minkowski-Metrik, und eine Störung {\displaystyle \delta g_{\mu \nu }}, die sehr viel kleiner ist als die Hintergrundmetrik. Eine analoge Aufteilung wird auch beim Energie-Impuls-Tensor durchgeführt. Dabei werden die Hintergrundgrößen so gewählt, dass sie ein bekanntes Universum beschreiben, also eine Lösung der Einsteingleichungen sind (Idealisierung des eigentlichen Problems). Die Terme, die Störungen enthalten, werden dann wie üblich nach den Potenzen der auftretenden Störungen sortiert. Aus der Annahme, dass die Gleichung für jede Ordnung einzeln erfüllt sein muss, ergeben sich dann Gleichungen für die Störungen.

## Kovarianz
Die einsteinschen Feldgleichungen sind wie die ganze allgemeine Relativitätstheorie in einer Form gefasst, die kovariant unter Diffeomorphismen transformiert. Das bedeutet, dass sie ihre Form unter Koordinatenwechseln nicht ändern. Diese Eigenschaft hat zur Folge, dass die Störungsgrößen in der Störungstheorie sich auf bestimmte Weise unter Koordinatentransformationen ändern. Da angenommen wird, dass die Störungen sehr klein gegenüber den Hintergrundgrößen sind, werden infinitesimale Diffeomorphismen betrachtet, die dieses Verhältnis nicht zerstören.
Diffeomorphismen lassen sich als Flüsse von Vektorfeldern auffassen, so dass sich ein infinitesimaler Diffeomorphismus als Fluss eines infinitesimalen Vektorfeldes {\displaystyle \xi } verstehen lässt. Eine Störungsgröße {\displaystyle \delta X} mit zugehöriger Hintergrundgröße {\displaystyle {\overline {X}}} transformiert unter einer solchen Eichtransformation
{\displaystyle \delta X\rightarrow \delta X+{\mathrm {Lie} }_{\xi }{\overline {X}}}
wobei {\displaystyle {\mathrm {Lie} }_{\xi }} die Lie-Ableitung nach dem Vektorfeld {\displaystyle \xi } ist.
Um die physikalischen Ergebnisse von den Auswirkungen der Koordinaten zu trennen, werden häufig Störungsgrößen ermittelt, die sich unter Eichtransformationen nicht ändern, also eichinvariant sind. Dazu können bestimmte Linearkombinationen der Störungsgrößen und ihrer Ableitungen gebildet werden.

## Klassifizierung von Störungen
Die Störungen lassen sich im Rahmen der hamiltonschen Formulierung der Feldgleichungen in skalare, vektorielle und tensorielle Störungen zerlegen. Diese Zerlegung erleichtert die Ermittlung eichinvarianter Größen und die physikalische Interpretation der Ergebnisse. Im Rahmen dieser Zerlegung wird nach räumlichen und zeitlichen Größen getrennt, die Hintergrund-Metrik wird also zerlegt in
{\displaystyle {\overline {g}}=-dt^{2}+\gamma }
wobei {\displaystyle \gamma } der räumliche Anteil der Metrik ist. Die Störungen lassen sich nun in drei Typen zerlegen.
Skalare Störungen lassen sich nun durch vier Funktionen {\displaystyle A}, {\displaystyle B}, {\displaystyle D}, {\displaystyle E} charakterisieren
{\displaystyle \delta g_{s}=\left({\begin{array}{c|c}-A&-B_{|i}\\\hline -B_{|i}&D\gamma _{ij}+E_{|ij}\end{array}}\right)}.
Dabei deuten die Linien die Trennung von räumlichem und zeitlichem Anteil an, wobei der obere linke Quadrant der rein zeitliche Anteil, also eine einfache Zahl ist, während der untere rechte Quadrant als 3x3-Matrix aufzufassen ist. Die anderen Quadranten sind entsprechend ein Zeilen- und ein Spaltenvektor. Die Notation {\displaystyle B_{|i}} bedeutet dabei die zur Metrik {\displaystyle \gamma } gehörige kovariante Ableitung. Von den vier skalaren Freiheitsgraden lassen sich zwei durch Eichtransformationen beseitigen, so dass also zwei eichinvariante Freiheitsgrade übrig bleiben.
Vektorielle Störungen werden durch zwei dreidimensionale (ko-)Vektorfelder {\displaystyle \beta _{i}}, {\displaystyle h_{i}} charakterisiert, deren Divergenz verschwindet, also {\displaystyle \beta ^{i}{}_{|i}=h^{i}{}_{|i}=0} wobei in den Formeln die einsteinsche Summenkonvention angewandt wurde. Die Störungen haben die Form
{\displaystyle \delta g_{v}=\left({\begin{array}{c|c}0&\beta _{i}\\\hline \beta _{i}&h_{i}{}_{|j}+h_{j}{}_{|i}\end{array}}\right)}.
Von den vier Freiheitsgraden, die aufgrund der Divergenzfreiheit der Felder verbleiben, lassen sich zwei durch Eichung entfernen, es gibt also zwei eichinvariante Freiheitsgrade.
Tensorielle Störungen werden durch ein 3x3-Tensorfeld {\displaystyle H_{ij}} beschrieben, das sowohl spurfrei als auch divergenzfrei ist, also {\displaystyle H^{i}{}_{i}=H^{i}{}_{j}{}_{|i}=0}. Die allgemeine Form tensorieller Störungen ist
{\displaystyle \delta g_{t}=\left({\begin{array}{c|c}0&0\\\hline 0&H_{ij}\end{array}}\right)}.
Dabei sind beide Freiheitsgrade, die aufgrund Spur- und Divergenzfreiheit verbleiben, eichinvariant.
Insgesamt gibt es also 6 unabhängige eichinvariante Freiheitsgrade, was genau der Anzahl an unabhängigen Einsteingleichungen entspricht. Daraus ist ersichtlich, dass alle möglichen Störungen der Metrik in dieser Charakterisierung erfasst sind.

## Anwendungen
Die Störungstheorie hat in der allgemeinen Relativitätstheorie zwei Hauptanwendungsgebiete, die näherungsweise Berechnung der Gravitationsfelder von Massenverteilungen und kosmologische Berechnungen.

### Gravitationsfelder
In diesem Kontext wird als Hintergrundraumzeit üblicherweise eine flache Raumzeit angenommen und das Gravitationsfeld durch die Störungen beschrieben. Dabei beschreiben die skalaren Störungen das newtonsche Gravitationsgesetz und darüber hinausgehende Effekte wie die Lichtablenkung durch Massen, die Shapiro-Verzögerung und die relativistische Periheldrehung. Einsteins erste Berechnung der Lichtablenkung und der Periheldrehung beruhten auf einem solchen störungstheoretischen Ansatz, da zur Zeit seiner Veröffentlichung die Schwarzschild-Metrik noch nicht entdeckt war.
Die Vektorstörungen lassen sich als Ausdruck einer rotierenden Massenverteilung interpretieren und eignen sich daher zur näherungsweisen Beschreibung des Lense-Thirring-Effekts. Für eine exakte Beschreibung ist es möglich die 1963 erstmals beschriebene Kerr-Metrik zu verwenden.
Die Tensorstörungen werden als Gravitationswellen interpretiert, die durch eine inhomogene, rotierende Massenverteilung, zum Beispiel in einem Doppelsternsystem erzeugt werden können. Es gibt heute (2009) keine bekannte exakte Lösung der einsteinschen Feldgleichungen für Zweikörpersysteme, so dass die Erzeugung von Gravitationswellen in Doppelsternsystemen nur störungstheoretisch berechnet werden kann. Der indirekte Nachweis von Gravitationswellenerzeugung am Doppelpulsar PSR J1915+1606 stellt damit auch einen bedeutenden Erfolg für die Störungstheorie der allgemeinen Relativitätstheorie dar.

### Kosmologische Störungstheorie
In der Kosmologie werden die Methoden der Störungstheorie verwendet um die Abweichungen der beobachteten Massenverteilung des Universums von einer homogenen, isotropen Massenverteilung zu beschreiben. Als Hintergrundraumzeit wird dabei die Friedmann-Lemaître-Robertson-Walker-Metrik verwendet, die ein homogenes und isotropes Universum beschreibt, weil astronomische Beobachtungen ergeben, dass das Universum auf Größenskalen über 100 Megaparsec in guter Näherung homogen und isotrop ist.
In der kosmologischen Störungstheorie werden vor allem skalare und tensorielle Störungen berücksichtigt. Dabei werden die Störungen zur Erklärung der Inhomogenität der Massenverteilung des heutigen Universums und der Temperaturschwankungen der Hintergrundstrahlung, die der Satellit COBE erstmals entdeckt hat, herangezogen. Die erfolgreiche Vorhersage des Spektrums der Inhomogenität der Hintergrundstrahlung, die vom Satelliten WMAP bestätigt wurde, ist ein großer Erfolg für die kosmologische Störungstheorie und die Theorie des inflationären Universums.

### Spezifisch
- Norbert Straumann: General Relativity. Springer Berlin Heidelberg, Berlin, Heidelberg 2004, ISBN 978-3-642-06013-7, doi:10.1007/978-3-662-11827-6 (englisch).

- V.F. Mukhanov, H.A. Feldman, R.H. Brandenberger: Theory of cosmological perturbations. In: Physics Reports. Band 215, Nr. 5–6, Juni 1992, S. 203–333, doi:10.1016/0370-1573(92)90044-Z (englisch).
- N. Straumann: From primordial quantum fluctuations to the anisotropies of the cosmic microwave background radiation. In: Annalen der Physik. Band 518, Nr. 10–11, 9. Oktober 2006, S. 701–847, doi:10.1002/andp.200651810-1101, arxiv:hep-ph/0505249 (englisch).